# Computer Music Center
Computer Music Center (osnovan tijekom 1950-ih kao Columbia-Princeton Electronic Music Center) najstariji je centar za istraživanje elektroničke i kompjuterske glazbe u Sjedinjenim Američkim Državama. Dio je Sveučilišta Columbia.

## Povijest
Prethodnik Columbia–Princeton Electronic Music Centera bio je jedan studio kojeg su osnovali Vladimir Ussachevsky i Otto Luening, profesori Sveučilišta Columbia, s Miltonom Babbittom i Rogerom Sessionsom, profesorima Sveučilišta Princeton. Studio se prvotno bavio s eksperimentima vezanih za skladanje s vrpcom. Ubrzo se razvio u studio za sva polja elektroničke glazbe. Centar je službeno osnovan 1959. godine subvencijom Zaklade Rockefeller za akviziciju RCA Mark II Sound Synthesizer od RCA-a.
Glavna oprema centra, RCA Mark II Sound Synthesizer, isporučen je 1957. godine, nakon što je razvijen prema Ussachevskyjevim i Babbittovim specifikacijama. Sintesajzer i ostatak centra premješteni su u Prentis Hall, zgradu u 125. ulici (engleski: 125th Street) koja se nalazi kraj glavnog kampusa Sveučilišta Columbia koja se nalazi. Na tom sintesajzeru realizirane su brojne skladbe elektroničke glazbe, uključujući Babbittovu Vision and Prayer i Time's Encomium Charlesa Wuorinena, kojem je za to djelu dodijeljena Pulitzerova nagrada za glazbu 1970. godine. Godine 1961. izdavačka kuća Columbia Records izdala je album elektroničke glazbe zvan Columbia–Princeton Electronic Music Center. Djela s tog albuma uglavnom su nastajala na navedenom sintesajzeru.